# Plužine
Plužine su općina i gradić u Crnoj Gori, centar Pivskog kraja.

## Stanovništvo
Po posljednjem službenom popisu stanovništva iz 2023. godine, općina Plužine imala je 2.177 stanovnika, raspoređenih u 43 naseljena mjesta.
Nacionalni sastav:
- Srbi - 1.621 (74,46)
- Crnogorci - 480 (22,05)
- nacionalno neopredijeljeni - 51 (2,34)
- ostali - 0 (0,00)

Vjerski sastav:
- pravoslavni - 2.137 (98,16)
- ostali - 0 (0,00)
- neopredijeljeni - 21 (0,96)
- ne vjeruju - 14 (0,64)

## Naseljena mjesta
Babići, 
Bajovo Polje, 
Barni Do, 
Bezuje, 
Bojati, 
Boričje, 
Borkovići, 
Brijeg, 
Brljevo, 
Bukovac, 
Crkvičko Polje, 
Donja Brezna, 
Dubljevići, 
Goransko, 
Gornja Brezna, 
Jasen,
Jerinići, 
Kneževići, 
Kovači, 
Lisina, 
Miloševići, 
Miljkovac, 
Mratinje, 
Nedajno, 
Nikovići, 
Osojni Orah, 
Pišče, 
Plužine, 
Poljana, 
Prisojni Orah, 
Ravno, 
Rudinice, 
Seljani, 
Smriječno, 
Stabna, 
Stolac, 
Stubica, 
Šarići,
Trsa, 
Unač, 
Vojinovići, 
Zabrđe, 
Zukva, 
Žeično,

## Nacionalni sastav po naseljenim mjestima
- Babići - uk.8, Crnogorci - 5, neopredijeljeni - 3
- Bajovo Polje - uk.84, Crnogorci - 44, Srbi - 38, neopredijeljeni - 2
- Barni Do - uk.40, Crnogorci - 20, Srbi - 13, neopredijeljeni - 7
- Bezuje - uk.85, Srbi - 74, Crnogorci - 9, neopredijeljeni - 2
- Bojati - uk.30, Srbi - 17, Crnogorci - 13
- Boričje - uk.71, Srbi - 36, Crnogorci - 31, neopredijeljeni - 4
- Borkovići - uk.131, Srbi - 76, Crnogorci - 55
- Brijeg - uk.91, Crnogorci - 42, Srbi - 36, neopredijeljeni - 3, ostali - 10
- Brljevo - uk.10, Crnogorci - 5, Srbi - 5
- Bukovac - uk.53, Srbi - 41, Crnogorci - 12
- Vojinovići - uk.97, Srbi - 49, Crnogorci - 48
- Goransko - uk.334, Srbi - 221, Crnogorci - 103, neopredijeljeni - 10
- Gornja Brezna - uk.70, Crnogorci - 36, Srbi - 30, neopredijeljeni - 4
- Donja Brezna - uk.205, Srbi - 99, Crnogorci - 68, neopredijeljeni - 38
- Dubljevići - uk.58, Crnogorci - 34, Srbi - 15, neopredijeljeni - 9
- Žeično - uk.16, Srbi - 13, Crnogorci - 3
- Zabrđe - uk.31, Srbi - 18, Crnogorci - 11, neopredijeljeni - 2
- Zukva - uk.34, Srbi - 24, Crnogorci - 10
- Jerinići - uk.10, Crnogorci - 6, Srbi - 4
- Kneževići - uk.22, Srbi - 17, Crnogorci - 5
- Kovači - uk.61, Srbi - 35, neopredijeljeni - 23, Crnogorci - 3
- Lisina - uk.34, Srbi - 20, Crnogorci - 10, neopredijeljeni - 4
- Miloševići - uk.112, Srbi - 69, Crnogorci - 40, neopredijeljeni - 3
- Miljkovac - uk.16, Crnogorci - 8, Srbi - 7, neopredijeljeni - 1
- Mratinje - uk.162, Crnogorci - 86, Srbi - 73, neopredijeljeni - 3
- Nedajno - uk.21, Crnogorci - 13, Srbi - 7, neopredijeljeni - 1
- Nikovići - uk.11, Srbi - 9, Crnogorci - 2
- Osojni Orah - uk.65, Srbi - 46, neopredijeljeni - 12, Crnogorci - 7
- Pišče - uk.84, Crnogorci - 42, Srbi - 34, neopredijeljeni - 8
- Plužine - uk.1.494, Srbi - 955, Crnogorci - 445, neopredijeljeni - 80, ostali - 14
- Poljana - uk.8, Srbi - 6, Crnogorci - 1, neopredijeljeni - 1
- Prisojni Orah - uk.81, Srbi - 64, Crnogorci - 16, neopredijeljeni - 1
- Ravno - uk.59, Srbi - 35, Crnogorci - 22, neopredijeljeni - 2
- Rudinice - uk.87, Srbi - 70, Crnogorci - 16, ostali - 1
- Seljani - uk.74, Srbi - 42, Crnogorci - 32
- Smriječno - uk.81, Srbi - 49, Crnogorci - 17, neopredijeljeni - 12, ostali - 3
- Stabna - uk.66, Srbi - 55, Crnogorci - 11
- Stolac - uk.47, neopredijeljeni - 23, Srbi - 17, Crnogorci - 7
- Stubica - uk.11, Srbi - 9, Crnogorci - 2
- Trsa - uk.60, Srbi - 36, Crnogorci - 23, neopredijeljeni - 1
- Unač - uk.43, Srbi - 33, Crnogorci - 10
- Crkvičko Polje - uk.97, Srbi - 70, Crnogorci - 20, neopredijeljeni - 4, ostali - 3
- Šarići - uk.18, Srbi - 18

## Jezici
- srpski - 1.839 (84,47)
- crnogorski - 262 (12,03)
- srpsko-hrvatski - 36 (1,65)
- ostali i nepoznato - 18 (0,83)

## Uprava
Gradonačelnik općine Plužine, od 2022. godine, je Slobodan Delić (Socijalistička Narodna Partija).

## Vanjske poveznice
1. ↑  Почетна. Opština Plužine - Zvanična WEB stranica (srpski). Pristupljeno 14. srpnja 2025.